# Landvetters distrikt
Landvetters distrikt är ett distrikt i Härryda kommun och Västra Götalands län. 
Distriktet ligger väster om Härryda. 

## Tidigare administrativ tillhörighet
Distriktet inrättades 2016 och utgörs av socknen Landvetter i Härryda kommun
Området motsvarar den omfattning Landvetters församling hade vid årsskiftet 1999/2000.